# 蘇偉貞
蘇偉貞（1954年7月16日—），臺灣臺南人，作家。

## 生平
蘇偉貞為眷村外省第二代，出生於臺南市北區陸軍八○四醫院（今國立成功大學力行校區址），長於臺南縣永康鄉（今永康區）影劇三村，父親是廣東廣州番禺人、母親是貴州晴隆人。
1974年赴臺北就讀軍校後展開寫作之路，並長居臺北。從政治作戰學校影劇系畢業後，任職於國防部藝工總隊。退役後，則轉任報業主編。1979年發表小說〈陪他一段〉之後開始成名。2006年7月取得香港大學哲學博士學位，2007年返台於國立成功大學中國文學系任職迄今。曾自嘲其人生「一條馬路就說完了」（因八○四醫院、影劇三村、成功大學皆位於小東路上）。
蘇為有著獨特美學觀照的女性文學作家。書寫範圍擴及眷村議題等、現代主義寫作。

## 評價
王德威認為蘇偉貞在《紅顏已老》、《陪他一段》以及《熱的絕滅》中，有著張愛玲的神髓，對於女性意識以及女性特質有著深刻的描繪。
曾說她的文筆特色為「鬼氣」：「以冷筆寫熱情，就算寫最熱烈的偷情、最纏綿的相思，筆鋒仍是那樣酷寂幽森，反令人寒意油生。」此外，王德威也認為她的文字書寫有著「對女性獻身及書寫情欲的深切反思」。

## 作品
- 紅顏已老
- 有緣千里
- 陪他一段
- 世間女子
- 舊愛
- 離家出走
- 來不及長大
- 離開同方
- 熱的絕滅
- 沉默之島
- 時光隊伍
- 租書店的女兒
- 陌路
- 旋轉門
- 醒世姻緣(聯經少年版改寫)

## 獲獎
曾獲聯合報小說獎，國軍文藝小說金像獎、銀像獎，中華日報小說獎，中國文藝協會中國文藝獎章，並曾以《沉默之島》獲得第一屆時報文學百萬小說獎的評審團推薦獎等。

## 展覽記錄
- 與夏曼·藍波安、里慕伊˙阿紀、陳又凌、甘耀明、阮慶岳、蔡兆倫、巴代、高翊峰、臥斧、周見信、御我一起參加新加坡書展[3]

## 註腳
1. ↑  .   [2009-12-07]. （原始内容存档于2016-03-04）.
2. ↑  唐毓麗. .   [2023-08-10]. （原始内容存档于2023-08-10）.
3. ↑  .   [2017-12-19]. （原始内容存档于2017-11-07）.

| - 蘇偉貞，《沉默之島》（作者介紹） - 在悼亡中尋找出口 - 如雨滑落的告別，如斯沈重的思念：蘇偉貞 - 蘇偉貞：台灣文學日漸邊緣化？ - 蘇偉貞 （页面存档备份，存于） - 九歌文學網：蘇偉貞 （页面存档备份，存于） | - 蘇偉貞｜成大中文系教師個人研究發表著作 - 蘇偉貞的新浪微博 - 蘇偉貞｜成大文學家 - 蘇偉貞在香港影庫上的簡介 - 蘇偉貞在互联网电影资料库（IMDb）上的資料（英文） |